# Simon Schama
Simon Michael Schama (Londen, 13 februari 1945) is een internationaal bekend Britse historicus, gespecialiseerd in kunstgeschiedenis, Nederlandse, Franse en Joodse geschiedenis. Hij doceerde aan de universiteiten van Cambridge, Oxford en Harvard en is hoogleraar geschiedenis en kunstgeschiedenis aan de Columbia University in New York. Zijn boeken zijn vertaald in 15 talen en hij wordt beschouwd als een van de beste historici van deze tijd.
Schama kwam voor het eerst in de publieke aandacht met zijn boek over de Franse Revolutie getiteld Citizens, gepubliceerd in 1989. In Engeland werd hij bekend onder een breder publiek als samensteller en presentator van de 15 delige BBC televisieserie A History of Britain (2000-2002) en later documentaire-series als The American Future: A History (2008) en Het verhaal van de Joden (2013).
Schama werd in 2019 geridderd door de Engelse Prins William in de Honours van Queen Elizabeth II.

## Korte biografie
Schama werd geboren in Londen als zoon van Arthur Schama en Gertrude Clare Steinberg. Zijn vader kwam uit Smyrna, het tegenwoordige İzmir in Turkije en had een sefardisch-joodse achtergrond. Zijn moeder kwam uit Kaunas in het huidige Litouwen en groeide asjkenazisch-joods op.
Schama studeerde aan het Christ's College van de Universiteit van Cambridge waar hij van 1969 tot 1976 als assistent werkte. Daarna vertrok hij naar de Universiteit van Oxford, het Brasenose College waar hij docent moderne geschiedenis werd. In 1980 ging hij naar de Verenigde Staten om te werken aan de Harvard-universiteit. Enige tijd later werd hij aangesteld aan de Columbia University in New York waar hij sinds 1997 woont. Vanaf 1994 is hij essayist en kunstcriticus van het tijdschrift The New Yorker en hij schrijft regelmatig bijdragen voor de Financial Times.
Schama schreef en presenteerde tot nu toe meer dan 50 documentaires, de meesten voor de Britse BBC, de 15 delige serie A History of Britain geldt in Engeland als een standaardwerk, in 2023 verscheen The History of Now.
Zijn boeken Landscape and memory, A history of Britain, Power of Art en The Story of the Jews werden door hemzelf bewerkt tot succesvolle documentairereeksen voor de BBC.

## Boeken
In de eerste plaats is Schama bekend door zijn vele publicaties. Zijn eerste grote publicatie was Patriots and Liberators: revolution in the Netherlands, 1780 - 1813, dat verscheen in 1977. Schama neemt hier de vernieuwende visie van de Nederlandse historicus Cor de Wit nagenoeg integraal over en bedankt hem voor zijn werk in het voorwoord. Twee jaar later volgde de publicatie van zijn studie Two Rothschilds and the land of Israel.
Schama's volgende grote werk, de cultuurhistorische studie The Embarrassment of Riches: an interpretation of Dutch culture in the Golden Age, verschenen in 1987, bracht zijn internationale doorbraak die in Nederland begon. De Nederlands uitgave Overvloed en onbehagen was, en is, ondanks duidelijke kritiek van vakgenoten, een bestseller en groeide tot een klassieker over de culturele en sociale geschiedenis van de Nederlanden in de zeventiende eeuw. Schama verklaart in samenhangende motieven en langs grote lijnen hoe een aantal steden en streken met vaak verschillende belangen, zonder natuurlijke rijkdommen, in voortdurende strijd met het water en onvrijwillig betrokken bij een onafhankelijkheidsstrijd, zich in twee generaties kon ontwikkelen tot een alliantie met een brede politieke en economische macht en een rijke cultuur. Hij ziet de manier waarop toendertijd werd omgegaan met verwarring en spanningen tussen polen in de maatschappij, bijvoorbeeld tussen Calvinisme en overvloed, als belangrijke oorzaak voor de latere bloei in de Gouden Eeuw.
Volgende uitgaven verschenen in 1989, Citizens: a chronicle of the French Revolution, in 1991 Dead certainties, in 1995 Landscape and memory en in 1999 Rembrandt's Eyes. Tussen 2000 en 2003 verscheen de trilogie A history of Britain.
Het epische tweedelige werk Story of the Jews uit 2013 en 2017, is volgens Schama het verhaal van een cultuur die zich voortdurend tegen vernietiging heeft verzet, van het schrijven van proza en de poëzie van het leven tussen een lange reeks ontwortelingen en aanvallen door. Het is een geschiedenis van levenskracht, meer dan van sterfelijkheid.
In 2023 verscheen Foreign Bodies: Pandemics, Vaccines, and the Health of Nations.
Verschillende van zijn essays, memoires en kunstkritieken werden gebundeld uitgegeven.

### Nederlandse vertalingen
- Overvloed en onbehagen; de Nederlandse cultuur in de Gouden Eeuw. Amsterdam: Contact, 1988
- Burgers; een kroniek van de Franse Revolutie. Amsterdam: Contact, 1989
- Patriotten en bevrijders: revolutie in de Noordelijke Nederlanden, 1780-1813. Amsterdam: Agon, 1989
- Landschap en herinnering. Amsterdam / Antwerpen: Contact, 1995
- Kunstzaken. Over Rembrandt, Rubens, Vermeer en vele andere schilders. Amsterdam / Antwerpen: Contact, 1997
- De ogen van Rembrandt. Amsterdam / Antwerpen: Contact, 1999
- De kracht van kunst. Amsterdam / Antwerpen: Contact, 2007, ISBN 978 90 254 1966 0
- De Amerikaanse toekomst, een geschiedenis. 475 pagina's, Amsterdam / Antwerpen: Contact, 2009, ISBN 978 90 254 2964 5
- De geschiedenis van de Joden. Deel 1: De woorden vinden 1000 v.C.-1492. 575 pagina's, Amsterdam: Atlas Contact, 2013, ISBN 978 90 254 3517 2
- Het gezicht van een wereldrijk; Groot-Brittannië in portretten. Amsterdam: Atlas Contact, 2016
- De geschiedenis van de Joden. Deel 2: Erbij Horen 1492-1900. 935 pagina's, Amsterdam: Atlas Contact, 2017, ISBN 978 90 450 2544 5
- De ruwe oversteek. Groot-Brittannië, de slavernij en de Amerikaanse Revolutie. uitgeverij Atlas Contact Amsterdam / Antwerpen, 2020, ISBN 978 90 45 03709 7

## Prijzen

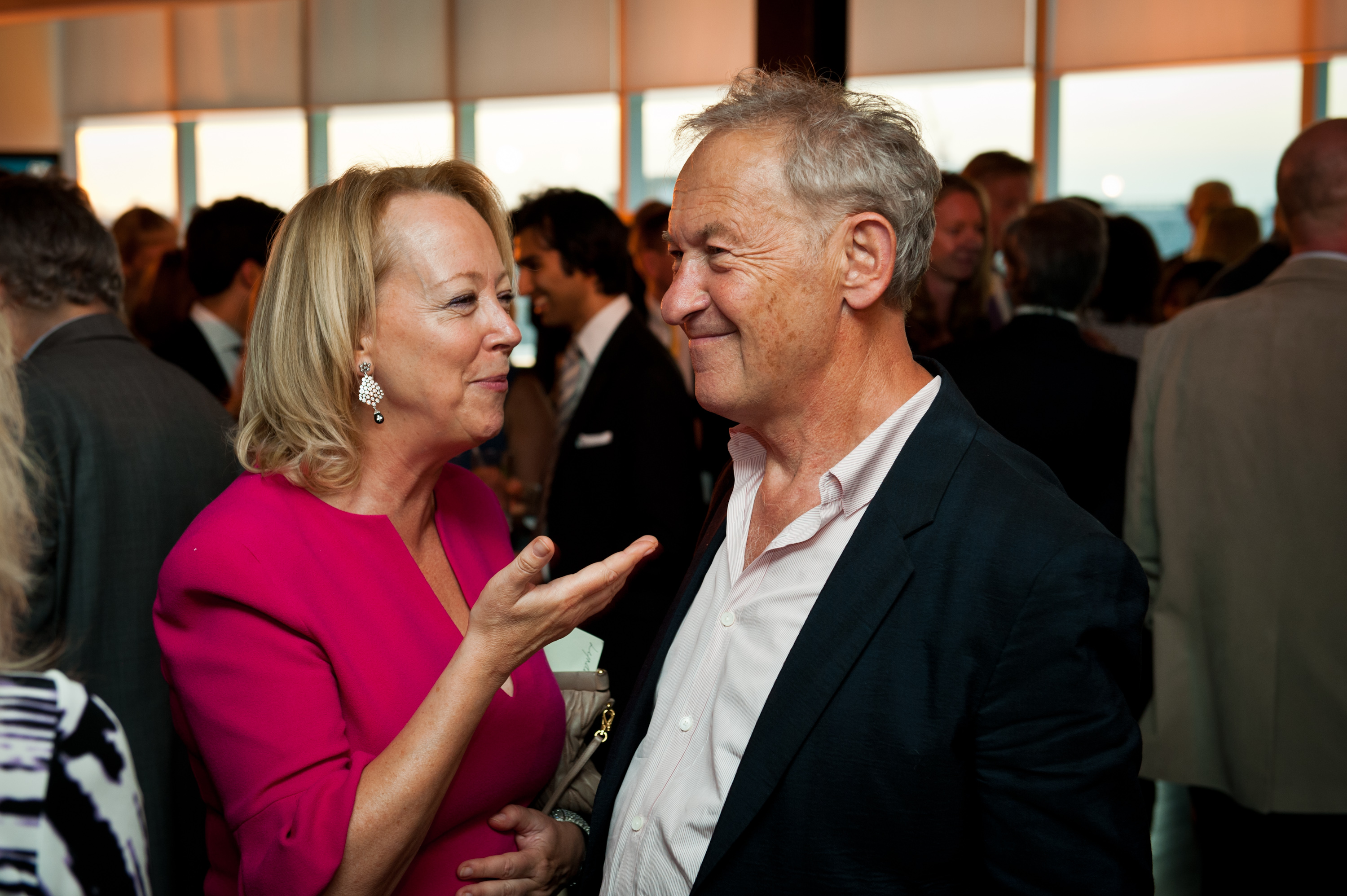
Prof. Lynda Gratton, jurylid van de Financial Times and Goldman Sachs Business Book of the Year Award, met Schama op een receptie van de Financial Times (2013)

Zijn boeken hebben de Wolfson Award for History en de National Academy of Arts en Letters Award for Literature gewonnen. Schama won de National Book Critics' Circle Award for Non-Fiction voor Rough Crossings (2007); de NCR non fiction prize voor Citizens, de WH Smith Award for Literature voor Landscape and Memory. Belonging: The Story of the Jews 1492-1900 kwam in 2017 op de shortlist van de Baillie Gifford prize for non-fiction.
Zijn kunstkritieken voor de The New Yorker wonnen in 1996 the National Magazine Award for criticism.
Zijn film over Bernini uit de 8-delige serie The Power of Art won een Emmy Award en zijn series over de Britse geschiedenis history en The American Future: a History, de Broadcast Critics Guild awards.
In 2015 ontving hij voor zijn wetenschappelijk werk de Premio Antonio Feltrinelli van de Accademia nazionale dei Lincei in Rome, Italië.